# クレイジーレーシング・カートライダー
クレイジーレーシング・カートライダー（Crazy Racing Kart Rider、ハングル: 크레이지레이싱 카트라이더）は、韓国のゲーム会社NEXON(以降NEXON Korea)が開発したオンラインレースゲーム。韓国で2004年6月1日サービス開始。以来韓国、台湾、香港、中国、タイ、北米、日本でサービスが行われた。

## 概要
3D方式のカジュアルレースゲーム。クレイジーアーケードのキャラクターが登場する。1つのルームで最高8人が同時対戦できる。通常のプレイは無料で、カートの装飾などアバター設定の際に有料なアイテム課金となっている。8人が参加するレースゲームでアイテムの駆け引きがあるなど、複雑な動きをするオンラインゲームであるにもかかわらず、このようなゲームに多いタイムラグが少ない。
韓国や中国では人気が非常に高く、特に韓国では会員数が約1600万人ほどで、スタークラフトを超えるほどの人気がある。韓国ではほとんどのインターネットカフェでインストールされている。
ゲーム内にコカ・コーラなどの企業ばかりではなく統一部などの政府機関も広告を出す。
韓国では2004年6月1日に開始したのを皮切りに、中国では2006年1月10日、台湾・香港では2006年12月19日に開始。北米では2007年5月にクローズドβテストが、10月2日から2008年5月19日までオープンβテストが行われた。タイでは2008年10月2日サービス開始した。日本では2012年4月19日にオープンβテストが行われ、4月26日にサービス開始した。

## サービス終了
2013年1月中旬あたりに日本サーバーがサービス終了した。サービス開始～終了まで1年も持たなかった。

## ゲーム内容

### レースの種類
レースには大きく分けて以下の3種類あり、それぞれの種類に応じてコースが用意される。
アイテム戦
各コースともアイテムボックスからアイテムを得て使用する。アイテムは2つまでストックでき（提携インターネットカフェでは3つまで）、適宜どちらかをスタンバイ（使用可能）状態にする。アイテムボックスのデザインはコースによって異なり、風船やプレゼント箱などの絵柄で設置される。アイテムは以下の通り。
- シールド　1等の者に与えられる。無敵状態が保たれる。
- UFO　下位の者が一等の者をUFOを用い捕捉することができる。
- 水爆弾　前走者を捉えることの出来る「爆弾」。爆弾着地点では敵味方関係なく捕捉される。
- ミサイル　前走者を捉えることの出来る「爆弾」
- 地雷　地雷を設置することにより後の走者を攻撃する。
- 水ロケット　自身のすぐ前の敵を捕捉する。
- 大魔王　左右操作が反対になるアイテム。
- R博士　左右ばかりではなく上下の操作までが反対になる。
- バナナの皮　バナナの皮を踏むとスピンしてしまう。
- 雲　視界がさえぎられる。
- 自爆　文字通り、自爆するアイテム。周りに敵がいる場合、自身もダメージであるが相手のもダメージを与えることが出来る。
- バネ　バネを踏むと一定距離強制的に後進してしまう。

またカートに付属されるアイテムは以下のものがある。
- 風船　ミサイルに対する防御効果がある。
- ナンバープレート　自分の好きなイニシャルを入力できる
- ゴーグル　雲をさえぎることが出来る
- ペット　自分の好きな動物（イヌ・ネコ・パンダ・クマ）とレースが出来る。
- コスチューム　パジャマ、民族衣装、サッカーユニフォームなどが期間限定で発売される。

特定の攻撃の防御に特化したカート（海賊船カート、水爆弾・水風船に強い。ウサギカート、バナナの皮に強い）なども存在する。
　
スピード戦
アイテムボックスが設置されない。ドリフトブースト制度が採用され、ドリフトを行うとその分だけゲージが貯まる。ゲージが満タンになると1度だけダッシュ（マリオカートで言うキノコダッシュ）を行うことができる。よって各コースともカーブなどドリフトを行う機会が多く、コーナリング技術の問われる設定となっている。
フラッグ戦
広大なコースの中央に旗が1本だけ立てられる。プレーヤーはその旗をいち早く取って（旗に接触し）、その旗を決められた場所（TEAM PLAYでは自陣）まで持ち運んで移動させれば1ポイント獲得。他のプレイヤーは旗を持っている人に接触すれば旗を奪うことができる。またアイテムボックスが設置され、旗を持っている人がアイテムで攻撃された場合、それまで持っていた旗は近くに投げ飛ばされる。誰かが旗の移動に成功した（得点した）場合、コースの中央に新たな旗が設置される。このようにして制限時間まで旗を奪い合い、得点の多い人（チーム）が優勝。

### 団体戦と個人戦
各種類ともTEAM PLAY（団体戦）とSINGLE PLAY（個人戦）がある。
TEAM PLAY
TEAM PLAYではどのレースもレッドチームとブルーチームの対抗戦で行う。自分がどちらのチームに所属するかは入室したときに自動的に決定される。プレイヤーマスコットは自分の設定した色に関係なく、所属するチームの色（赤か青）になる。
アイテム戦･スピード戦ではレースで1着になった人の所属するチームが勝利となる。フラッグ戦ではメンバーの得点の合計が多いチームの勝利となる。勝利するとチームメンバー全員が各種成長ポイント獲得となる。特にアイテム戦･スピード戦ではチームメイトの誰かが1着になりさえすればいいので、同じチームで協力して相手側の強力なプレイヤーの順位を落とすなど、団体戦ならではの戦略も有効である。また自分の腕前が劣っていてもメンバーを1位にするために影で戦力となることができるため、初心者でも参加しやすいルールである。

### 手袋の色とライセンス
レースをすればするほどポイント（R.P）が加算される。加算度合いによってライダーの手袋の色が変化する。手袋の色は以下の通り。
白→黄色→緑→青→赤→黒→虹→黄色星→緑星→青星→赤星→黒星→虹星（虹星が最高）
一定以上の「手袋」を取得するとライセンス取得のための試験に参加することが出来る。参加資格は以下の通り。
白（初歩ライセンス）→黄色（ルーキーライセンス）→緑（L3ライセンス）→青（L2ライセンス）→赤（L1ライセンス）→黒（プロ）→虹
ライセンス試験とは一定時間にコースを完走しなければならないものでレベルが高くなると当然難易度が増す。

### キャラクター
- タオ（Dao、ハングル: 다오)

正義感の強い性格。幼い頃より父親の影響でカートを習うようになる。
- ディジニー (Dizni、ハングル: 디지니)

タオのガールフレンド。引っ込み思案な性格だがタオの影響でカートを習う。
- ケピ　努力派ライダーである。臆病であるがアイテム使用がうまい。
- ウニ　幼い年齢にもかかわらず運転能力に長けている。モス製作の特製カートを愛用
- ベッチ　楽天的で無神経な性格。よってスピードを出しまくる傾向にある。
- モス　運転よりカート改造に興味を持つというカーマニア。
- マリード　タオに片思いをする女の子。タオの影響でカートをはじめる。
- エティー　カートの運転より車を設計し、性能を高める研究に興味を持つ。
- ローズマニー　暴力的な性格によって他のライダーを脱落させることに快楽を覚える。
- タキ　宇宙人。ブームヒル村の子供たちがカートを楽しんでいるのを見て自身の宇宙船を改造し、カートに参加。
- エリナ　タキのガールフレンド。
- ドクターリバスキー　タキの父親。
- ドクターR　一般コースの逆走コースを考案した「科学者」。
- サンタクロース　主としてクリスマスシーズンに登場する。提携インターネットカフェから接続する場合のみ利用可能。
- モービ　ローズマニーの元部下あったが、海賊をやめカートライダーの道を専念するようになる。
- ブローディー　謎に包まれた「工場長」
- トゥトゥ　ローズマニー一味の部下。
- ティアラ　童話の国に住む少女。
- レン　日本限定キャラ。何かに夢中になると他のことが何も見えなくなるほどまっすぐな性格。生まれ持った運転センスを持つ。
- ココ　日本限定キャラ。静かで落ち着いた性格だが、だれにも負けないデータ分析能力を持つ。

### マップ
カートの開催場所として以下のマップが用意されている。
- ブームヒル村
- 砂漠
- アイスリオンランド
- 森
- 墓地
- ゼロストーン鉱山
- ノルテーユ恒星（2005年夏に登場）
- 工場（2005年12月に登場）
- 童話の国（2006年冬に登場）
- 海賊の世界（2006年夏に登場）
- ムーンヒルシティー（2007年夏に登場）

## 模倣問題と日本進出
カートライダーは任天堂のゲームソフト「マリオカート」と類似している部分が多いため、マリオカートを盗作したのではないかとゲーム系のニュースサイトで話題に少なからずなった。しかし任天堂側は訴訟に踏み切らなかった。
パソコンとインターネット環境さえあれば無料で遊べるカートライダーに比べ、日本のゲーム業界で広く浸透しているマリオカートなどのゲームは、ハードやソフトの購入費用がかかるものである。この優位性を生かしカートライダーの日本進出が噂されることもあったが、2012年4月にサービスを開始した。
新たに二名の限定キャラクターが追加されたほか、サンリオやトヨタとのコラボレーションアイテムが登場している。